# Chiesa di San Maurizio al Monastero Maggiore

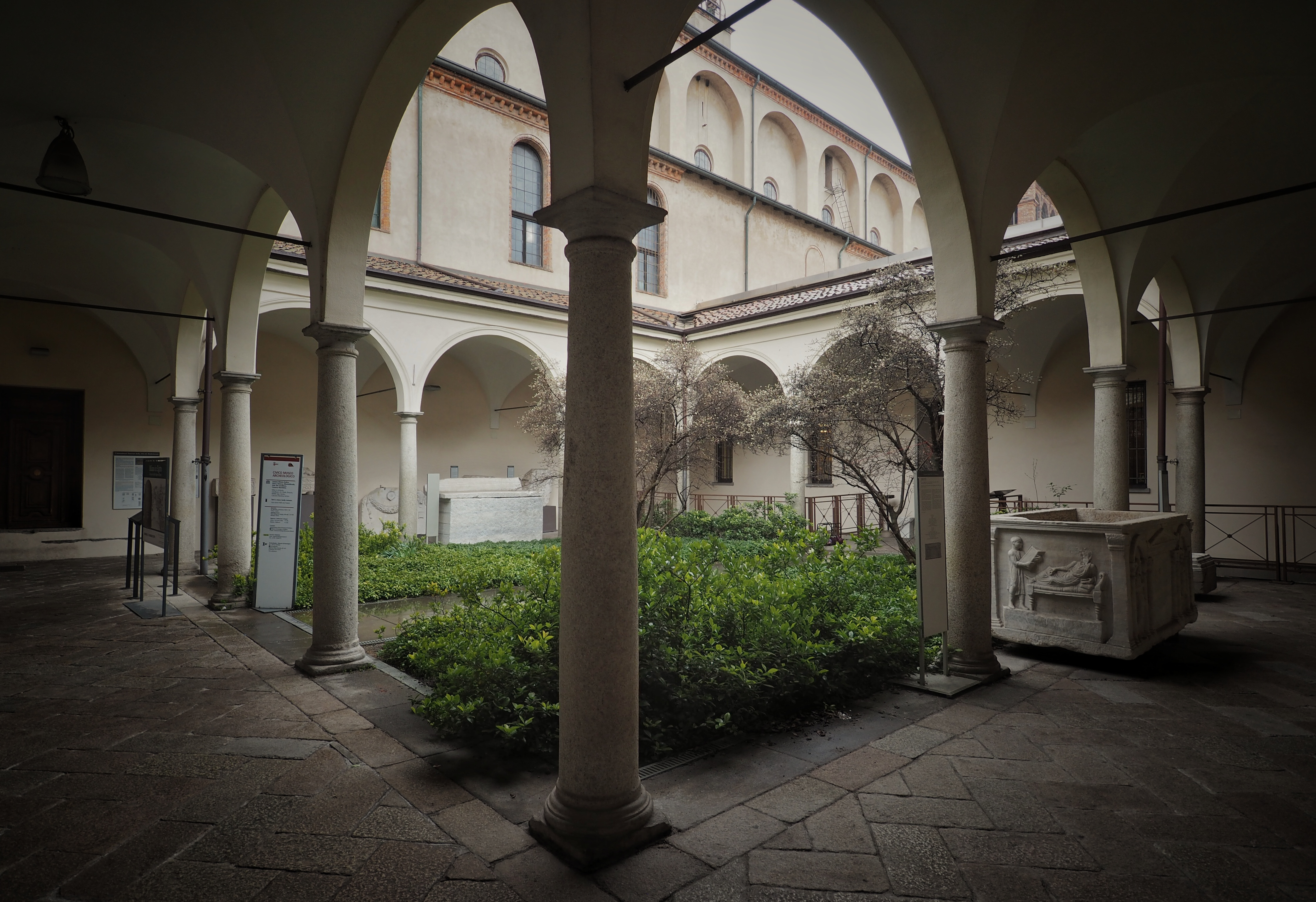
Il chiostro del monastero.

San Maurizio al Monastero Maggiore è una chiesa di Milano di origine paleocristiana, ricostruita nel Cinquecento e già sede del più importante monastero femminile della città appartenente all'ordine benedettino. Collocata all'angolo tra via Luini e corso Magenta, è decorata internamente con un vasto ciclo di affreschi di scuola leonardesca e viene anche detta la "Cappella Sistina" di Milano o della Lombardia.

## Storia
Il monastero è documentato già in epoca carolingia e riutilizza in parte alcuni edifici romani; ancora oggi fanno parte del complesso una torre poligonale, resto delle antiche mura di Massimiano, e un'altra quadrata, che in origine faceva parte del circo romano.
Ampliato dall'imperatore Ottone I di Sassonia, nel 1162 il monastero venne risparmiato dalla distruzione di Milano operata da Federico Barbarossa.
Nel corso del XII secolo la chiesa assunse l'attuale intitolazione: fino ad allora era infatti dedicata alla Beata Vergine Maria.
La costruzione della chiesa esistente ebbe inizio nel 1503, come è inciso su una pietra ritrovata nell'abside. Perduto qualsiasi documento inerente alla sua progettazione, è attribuita dalla critica all'architetto e scultore Gian Giacomo Dolcebuono, coadiuvato dall'architetto Giovanni Antonio Amadeo, al tempo responsabili della costruzione del tiburio del duomo di Milano, e attivi anche alla certosa di Pavia e alla chiesa di Santa Maria presso San Celso. L'edificio fu completato in pochissimi anni, tanto che nel 1509 vi furono già collocate le prime lapidi sepolcrali. Per ultima fu conclusa la facciata, nel 1574, da Francesco Pirovano.
La chiesa, che comprendeva anche una cripta, poi inserita nel percorso di visita del museo archeologico, fu concepita divisa in due parti, un'aula anteriore, pubblica, dedicata ai fedeli e un'aula più grande, posteriore, riservata esclusivamente alle monache del monastero. Le monache non potevano in alcun modo oltrepassare la parete divisoria; le porte di comunicazione fra le due aule furono aperte solo successivamente alla soppressione del convento, nell'Ottocento. Esse potevano assistere allo svolgersi della funzione, che veniva officiata nell'aula dei fedeli, attraverso una grande grata posta nell'arcone sopra l'altare. A tale scopo nella chiesa conventuale il livello del pavimento è più alto di circa mezzo metro rispetto all'aula pubblica. La grata, che un tempo occupava tutto l'arco al di sopra dell'altare, fu ristretta alla fine del Cinquecento su ordine dell'arcivescovo Carlo Borromeo, per rendere più rigido il regime claustrale. Al suo posto fu collocata la pala d'Altare con L'adorazione dei magi oggi ancora in loco.

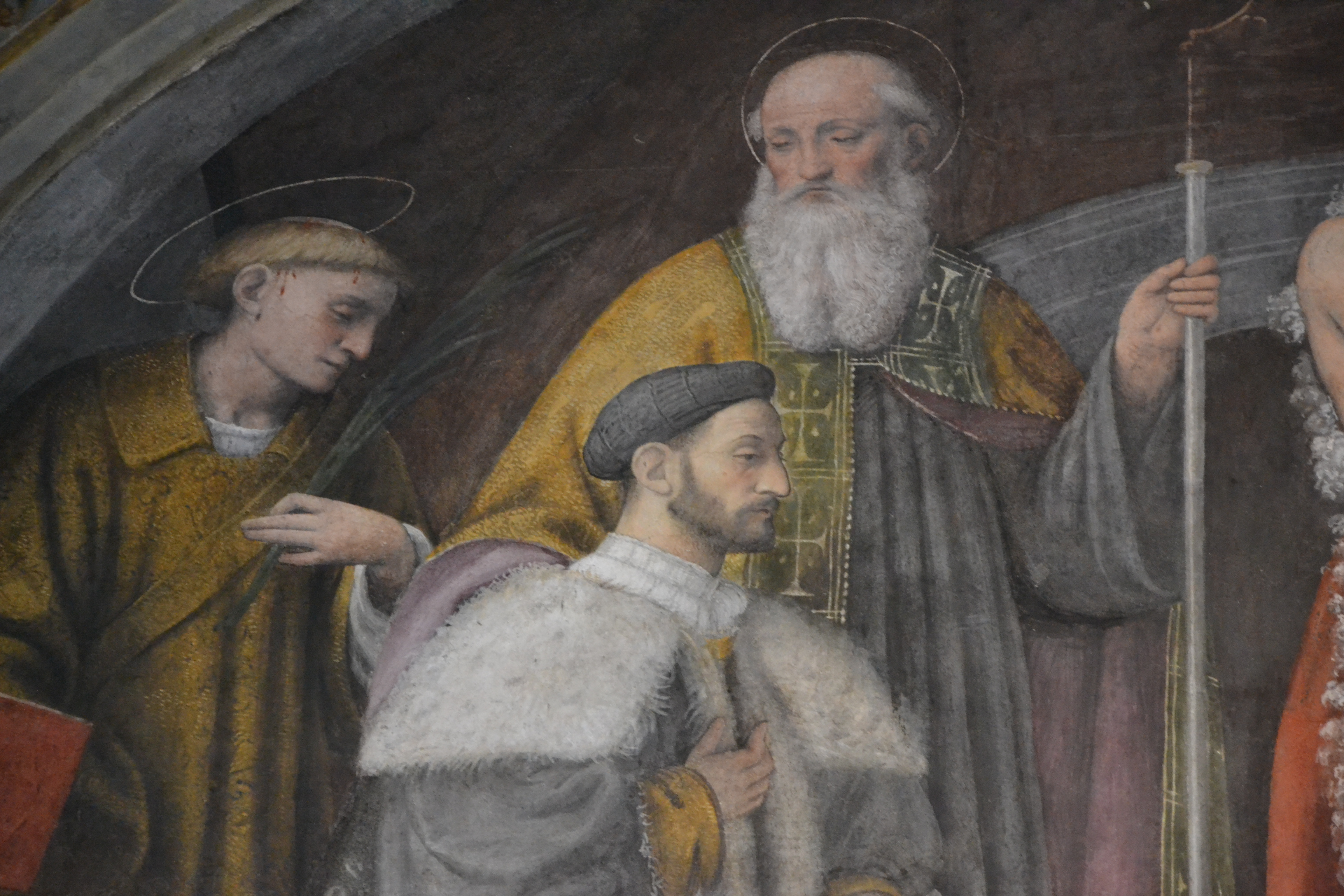
Bernardino Luini, Alessandro Bentivoglio con i santi Stefano, Benedetto, Giovanni Battista, dettaglio

L'imponente decorazione ad affresco, che rese celebre il tempio, lodato da Ruskin e da Stendhal, fu iniziata nel secondo decennio del cinquecento da autori della scuola di Leonardo da Vinci, impegnato in quegli anni a Milano alla Vergine delle Rocce, quali forse Giovanni Antonio Boltraffio.
L'impresa maggiore fu finanziata dalla potente famiglia dei Bentivoglio, cui appartenevano Alessandro, governatore di Milano e figlio del Signore di Bologna Giovanni II Bentivoglio, e la moglie Ippolita Sforza, figlia di Carlo Sforza, figlio illegittimo del duca di Milano Galeazzo Maria Sforza. Quattro delle loro figlie furono destinate al convento di san Maurizio, e Alessandra ne fu per sei volte badessa. La commissione fu affidata all'artista maggiormente apprezzato dall'aristocrazia milanese del tempo, Bernardino Luini, che raffigurò i membri del casato Bentivoglio e la badessa Alessandra in vari affreschi a fianco dei santi patroni del convento.
Gli affreschi delle cappelle laterali, quasi tutte in patronato a personaggi legati ai Bentivoglio, furono realizzati nel corso del Cinquecento. La maggior parte, insieme all'organo, si devono a un intervento del 1555, probabilmente in adeguamento ai dettati del concilio di Trento.
Il convento, fra i più vasti e ricchi della città, fu soppresso per decreto della Repubblica Cisalpina nel 1798. Fu successivamente adibito a caserma, scuola femminile, ospedale militare nel corso dell'Ottocento, quando fu abbattuto il chiostro maggiore e gli edifici connessi per l'apertura delle vie Luini e Ansperto. A seguito dei bombardamenti della seconda guerra mondiale, fu abbattuto anche il secondo chiostro, e il complesso fu adibito a sede del Civico museo archeologico di Milano.

### Restauri e attuali utilizzi

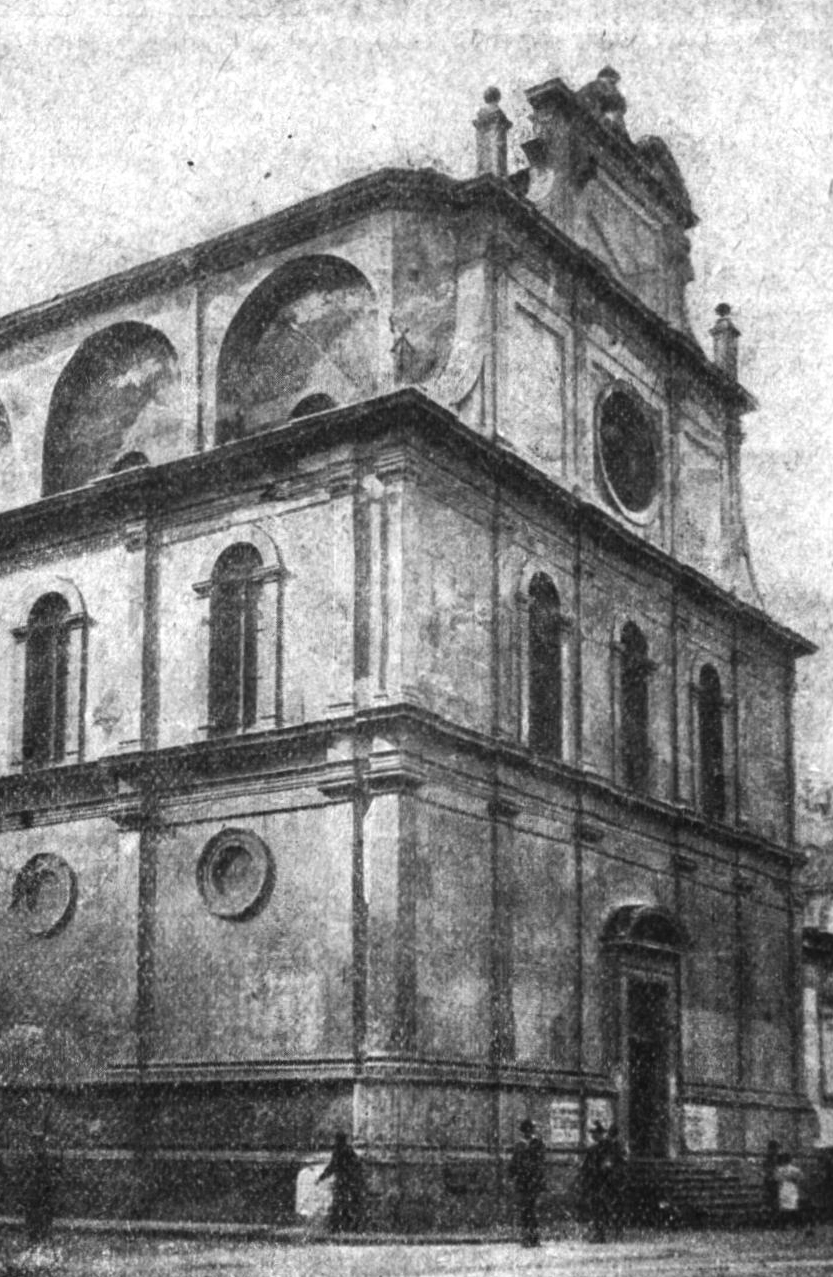
Facciata della Chiesa di San Maurizio al Monastero Maggiore, fotografia storica (1915 circa)

I problemi per la conservazione della chiesa di San Maurizio sono cominciati con la soppressione del monastero il 20 novembre 1798: prima gli edifici e i terreni sono stati adibiti ad altri usi, poi l'apertura di una strada sul lato est della chiesa ne ha compromesso l'equilibrio statico.
La chiesa ha subito notevoli interventi di restauro: nel 1964 sono stati realizzati degli interventi per salvare in extremis alcuni affreschi compromessi dall'umidità. 
Nel 1986 un lascito anonimo ha permesso di iniziare i restauri degli affreschi. I primi ad essere sottoposti all'intervento sono stati quelli di Bernardino Luini sulla parete trasversale della chiesa dei fedeli. 
Successivamente altre donazioni hanno consentito restauri delle cappelle, mentre il contributo della Banca Popolare di Milano ha permesso di ripristinare gran parte degli affreschi della prima fascia. Questi ultimi interventi hanno fornito preziose informazioni, per esempio è emerso che i paesaggi contenuti in alcuni vani laterali dell'aula adibita alle monache sono stati realizzati all'inizio del Novecento.

## Descrizione

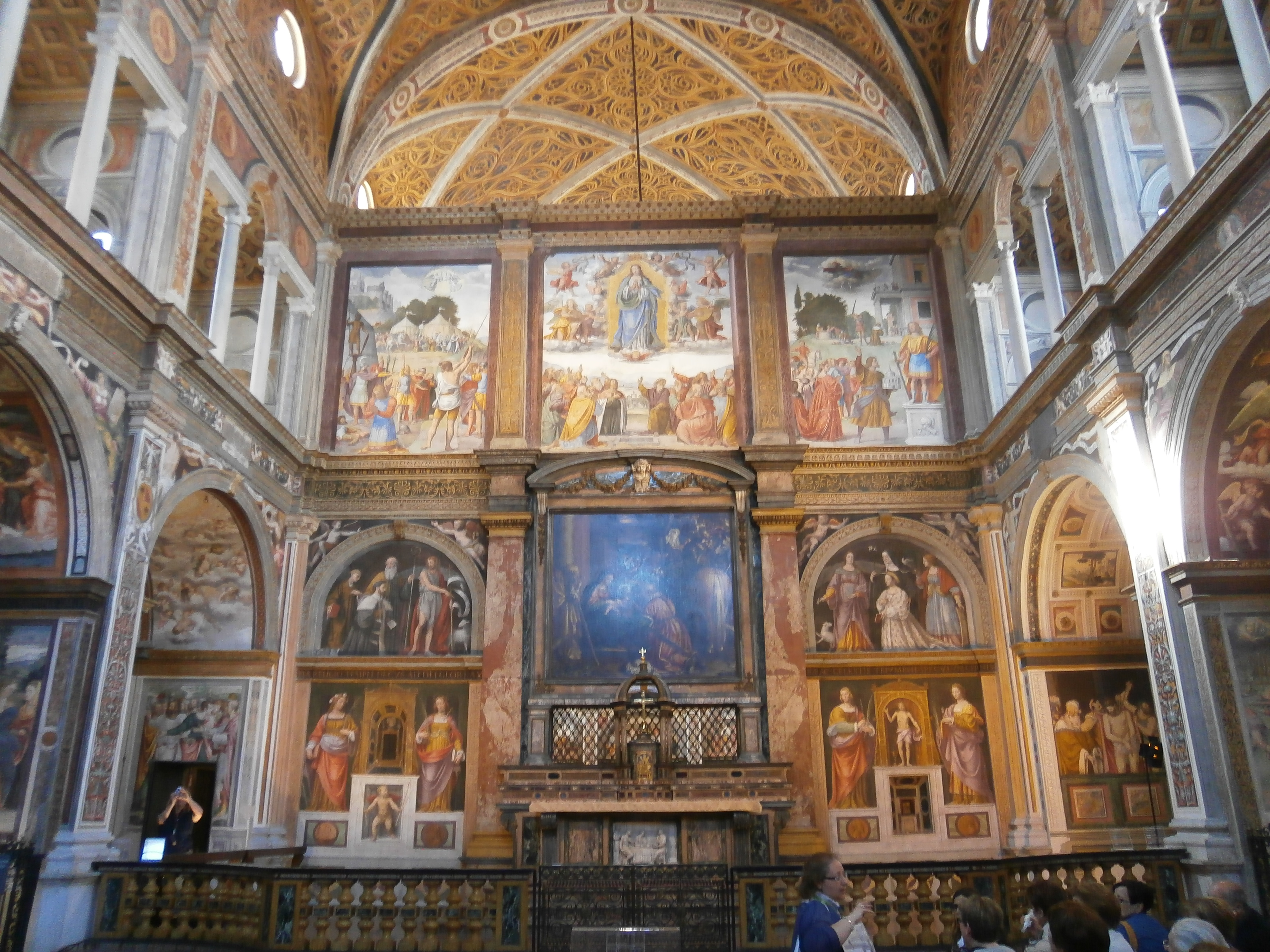
L'Altar maggiore nell'Aula dei Fedeli.

La facciata è rivestita in pietra grigia di Ornavasso.
All'interno, la navata unica è coperta a volta e bipartita in due spazi da un tramezzo che separa lo spazio delle monache, che assistevano alla messa da una grata, da quello dei fedeli. In entrambe le aule la navata è fiancheggiata da alcune piccole cappelle coperte da volta a botte, sormontate da una loggia a serliana.
Sia la volta, che le pareti laterali, la parete divisoria e le cappelle sono ricoperte da affreschi realizzati nel corso del Cinquecento: notevoli sono gli influssi, oltre che della scuola lombarda, di quella forlivese, in particolare di Melozzo da Forlì, ma anche di Marco Palmezzano.

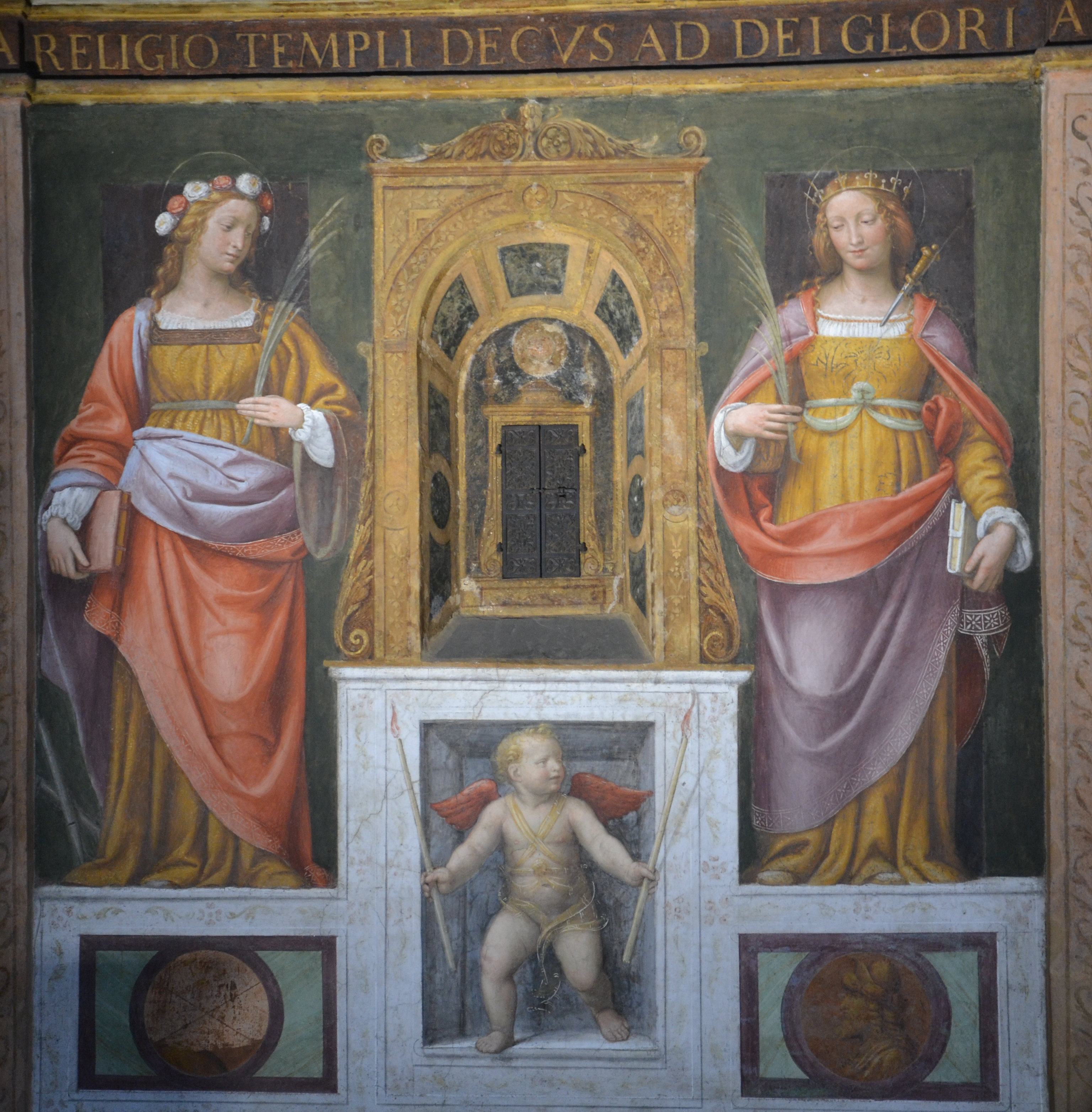
Bernardino Luini, Santa Cecilia e sant'Orsola

### Aula dei fedeli
La parete divisoria è decorata con affreschi di Bernardino Luini del terzo decennio del XVI secolo, che affiancano una pala con l'Adorazione dei Magi del cremonese Antonio Campi (1578). Sono ritenuti completamente autografi, per la loro elevatissima qualità, le rappresentazioni di Sante e Angioletti al primo ordine (Santa Cecilia e sant'Orsola a destra, Sant'Apollonia e santa Lucia a sinistra), le lunette sovrastanti con i Committenti attorniati da santi, e i due riquadri del terzo ordine con il Martirio di san Maurizio e San Sigismondo offre a san Maurizio il modello della chiesa. Il riquadro centrale con l'Assunzione, di qualità inferiore nell'impostazione, è invece ritenuto di scuola.
I due committenti, Alessandro Bentivoglio e Ippolita Sforza, sono ritratti abbigliati con sontuose vesti di corte e con tratti giovanili (benché all'epoca fossero ormai sulla sessantina), attorniati dai santi che, ponendo loro una mano sulla spalla, indicano il Santissimo Sacramento. Non esistendo più i documenti storici circa la committenza dell'opera, da alcuni studiosi è stata messa in discussione l'identità dei committenti raffigurati, proponendo come possibile alternativa Ermes Visconti e Bianca Maria Gaspardone. Nonostante non ci sia unanimità di consensi, questa ipotesi è stata considerata più attendibile da molti studiosi, in virtù del ritrovamento di alcuni documenti che attestano pagamenti a Bernardino Luini per gli affreschi in San Maurizio da parte di Ermes Visconti.
Il sereno classicismo che pervade gli affreschi di mano di Bernardino, la monumentalità delle figure, la dolcezza dei passaggi chiaroscurali e dell'espressività dei volti hanno portato molti critici a ipotizzare una conoscenza diretta dell'arte di Raffaello, acquisita attraverso un viaggio a Roma dell'artista, mentre altri ne sottolineano l'ascendenza leonardesca.
La controfacciata è ornata da due affreschi di Simone Peterzano (1573).

#### Cappella della Resurrezione o Bergamina

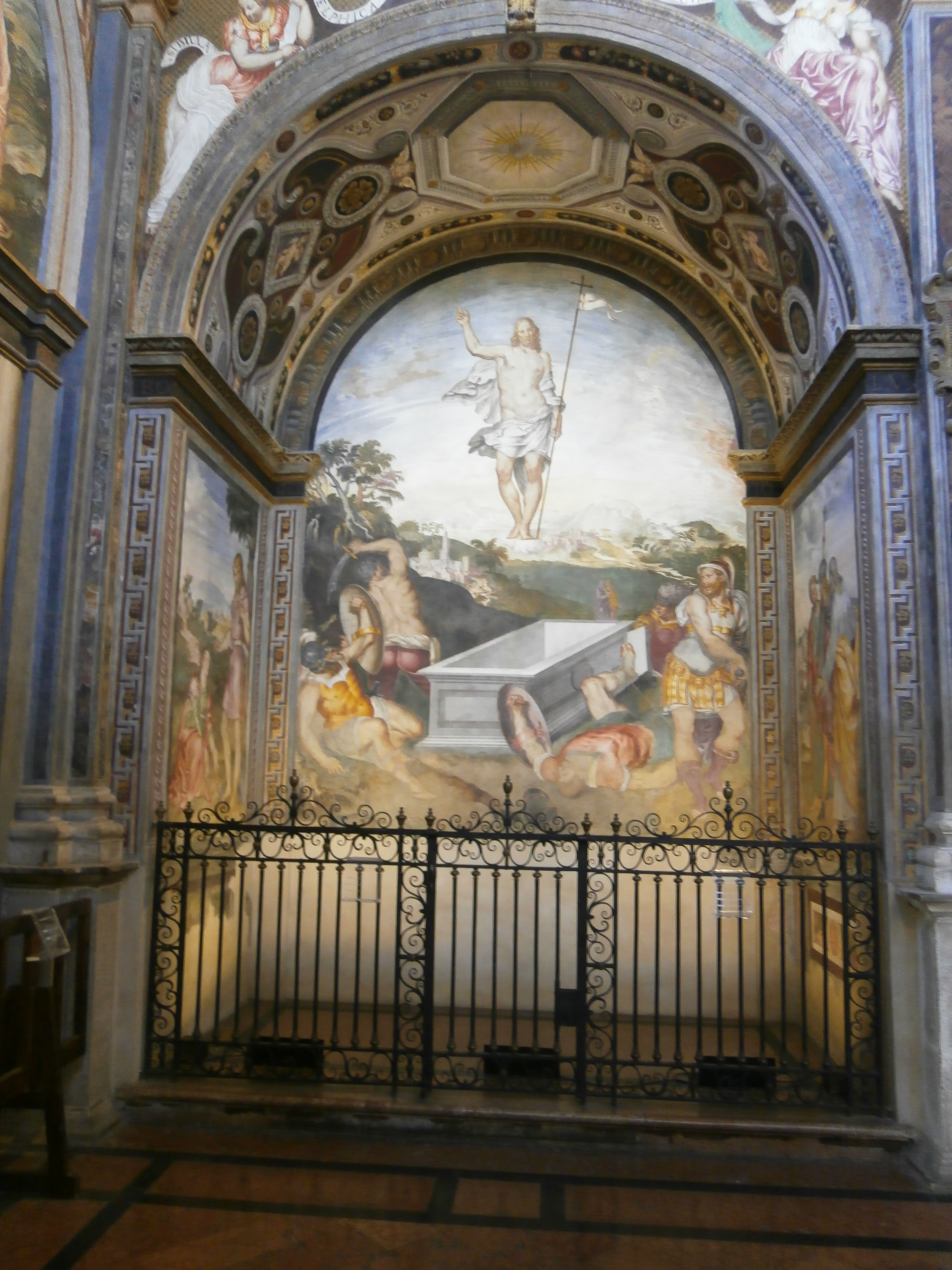
Cappella della Resurrezione.

La prima cappella a sinistra, con il patronato della contessa Bergamina, figlia di Ludovico il Moro e di Lucrezia Crivelli e sorella di Gian Paolo Sforza, genero di Alessandro Bentivoglio, venne affrescata con la scena della Resurrezione da Aurelio e da Giovan Pietro Luini, figli di Bernardino, dopo la metà del secolo.

#### Cappella di Santo Stefano o Carreto
La seconda cappella a sinistra, con patronato della famiglia Carreto (cui apparteneva Giovanni, marito di Ginevra Bentivoglio), fu affrescata intorno al 1550 probabilmente da Evangelista Luini, altro figlio di Bernardino, meno dotato degli altri fratelli.

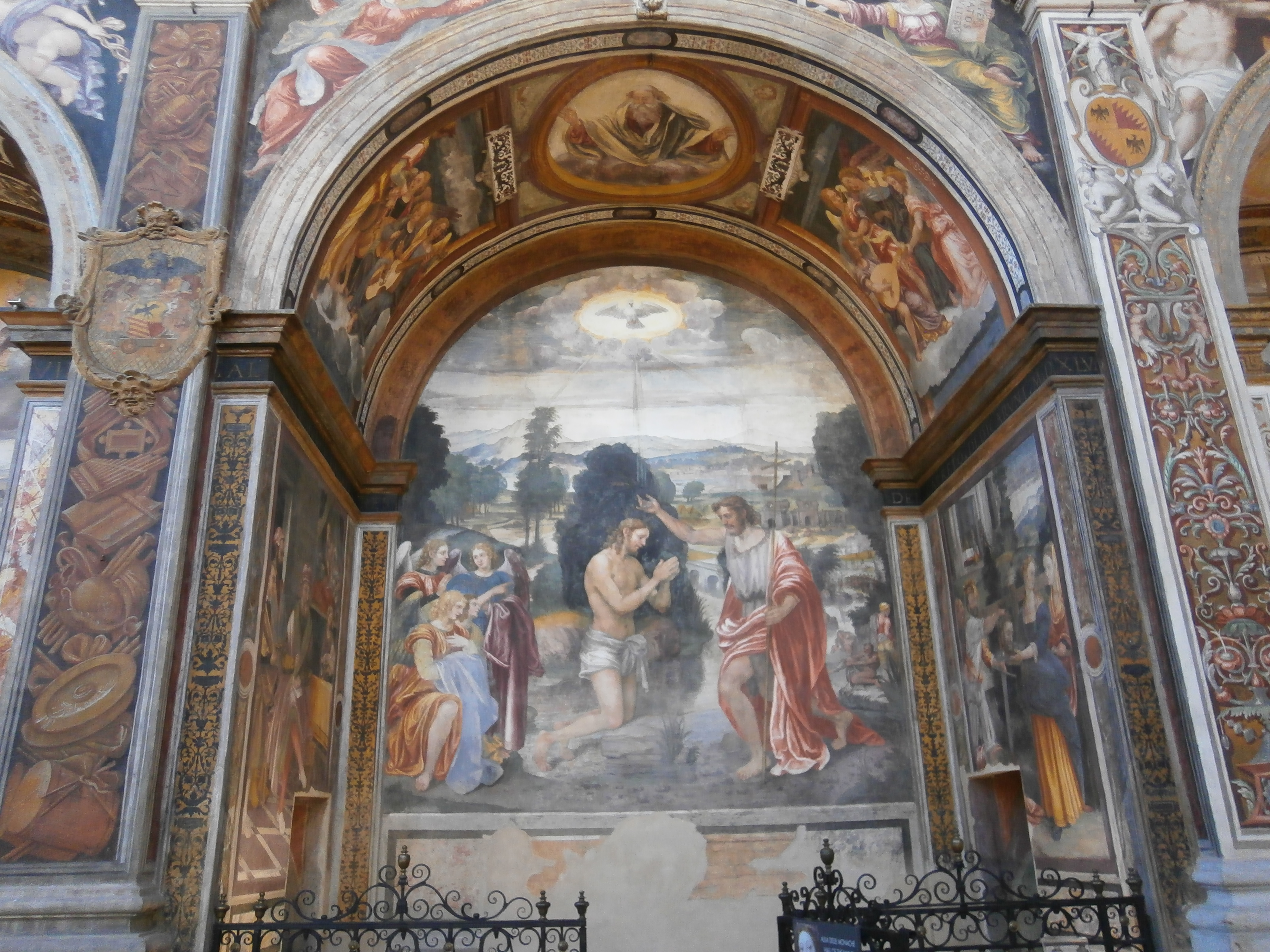
Cappella di San Giovanni Battista, Battesimo di Cristo.

#### Cappella di San Giovanni Battista o Carreto
La terza cappella a sinistra, ancora con patronato della famiglia Carreto, fu affrescata intorno al 1545 da Evangelista Luini con Biagio e da Giuseppe Arcimboldi, secondo la critica. Vi sono raffigurati, al centro, il Battesimo di Cristo, con evidenti citazioni da Leonardo negli angeli e da Michelangelo negli uomini che si spogliano in secondo piano; sulla parete sinistra, la Nascita di san Giovanni e l'Imposizione del nome, a sinistra Salomè con la testa del Battista.

#### Cappella della Deposizione o Bentivoglio
Quarta a sinistra, fu affrescata dopo la metà del cinquecento da Aurelio e da Giovan Pietro Luini. Al centro è la Deposizione dalla croce, scena che continua anche sulle pareti laterali. Le pose di molti uomini che assistono alla deposizione sono tratte dal cenacolo di Leonardo, dipinta mezzo secolo prima.

#### Cappella di San Paolo o Fiorenza
Prima cappella destra, con patronato della famiglia Fiorenza; fu affrescata per ultima, nel 1571, dal pittore genovese Ottavio Semino, a cui sono dovuti anche gli stucchi manieristi che la differenziano dalle altre. È dedicata a san Paolo. Nel dipinto centrale, con La predica di san Paolo, mostra evidenti influssi michelangioleschi nell'impostazione delle figure. Sull'arcone, fra gli elaborati stucchi, sono affrescate le personificazioni delle virtù teologali.

#### Cappella della Deposizione o Simonetta
La seconda cappella destra, alla memoria di Bernardino Simonetta, vescovo di Perugia imparentato con Ippolita Sforza, fu affrescata nel 1555 dai pittori lodigiani Fulvio e Callisto Piazza, autori anche della tela centrale con la deposizione. Nella lunetta soprastante è il pregevole dipinto San Francesco riceve le stimmate.

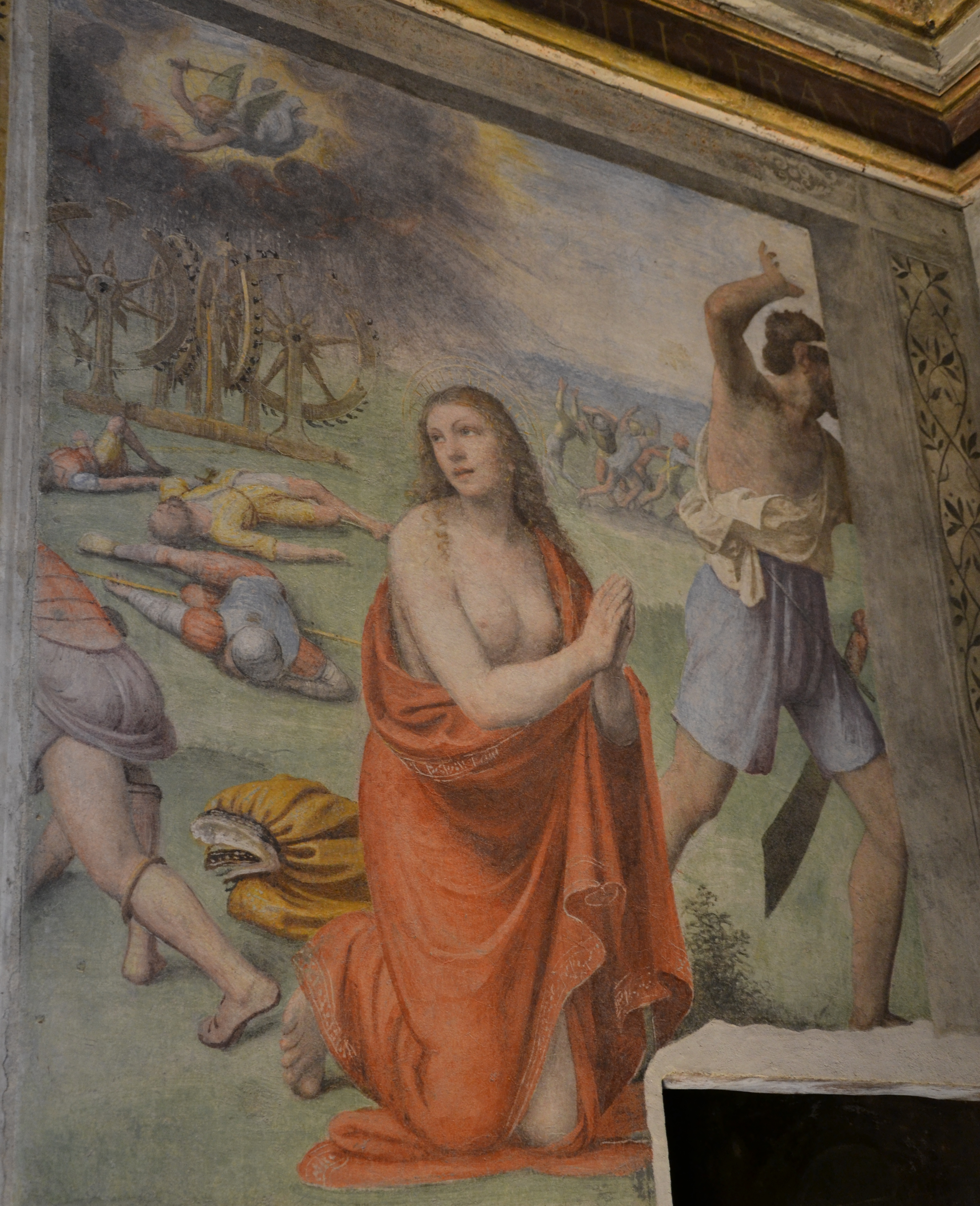
Bernardino Luini, Storie di santa Caterina,1530

#### Cappella di Santa Caterina d'Alessandria
La terza cappella a destra fu la prima delle cappelle laterali a essere decorata, nel 1530, e costituisce l'ultima impresa di Bernardino Luini all'interno della chiesa. Fu commissionata dal notaio Francesco Besozzi, zio di Ippolita Sforza, che intendeva esservi sepolto e che si fece ritrarre nella scena principale sulla parete di fondo: una rappresentazione del Cristo alla colonna, dove un'imponente colonna richiama l'attenzione dello spettatore, indirizzandola verso la figura di Cristo gocciolante di sangue, che viene slegato dai due aguzzini, al di sopra di un basamento con motivi rinascimentali. Nonostante la crudezza della scena, l'espressione di Cristo è composta e rassegnata, secondo lo stile classico di Luini. Intervengono nella rappresentazione santa Caterina, che protegge il committente inginocchiato tenendogli una mano sulla spalla, e sulla destra san Lorenzo. In alto, completano la parete la Negazione di Pietro e l'Incontro della Vergine con Giovanni.
Sulle pareti laterali sono le Storie di santa Caterina: Caterina è salvata dal supplizio della ruota per l'intervento di un angelo e, a destra, la Decapitazione di santa Caterina. All'epoca fu molto apprezzata la resa della bellezza femminile secondo i canoni classici. Nella Decapitazione, la santa Caterina avvolta in una sontuosa veste dorata, secondo la tradizione, dovrebbe essere il ritratto della dissoluta contessa di Challant, giudicata rea dell'omicidio del suo amante Ardizzino Valperga e decapitata nel castello sforzesco nel 1526, come scrisse Matteo Bandello nella vita della contessa: 
(Matteo Bandello,   Novelle,  Parte I, Novella IV)

#### Cappella dell'Ecce Homo o Bentivoglio
La cappella a sinistra del presbiterio ricorda Alessandro Bentivoglio e suo nipote Giovanni Bentivoglio, morto a 23 anni. Fu affrescata dopo la metà del secolo da Aurelio e da Giovan Pietro Luini.

### Aula delle monache

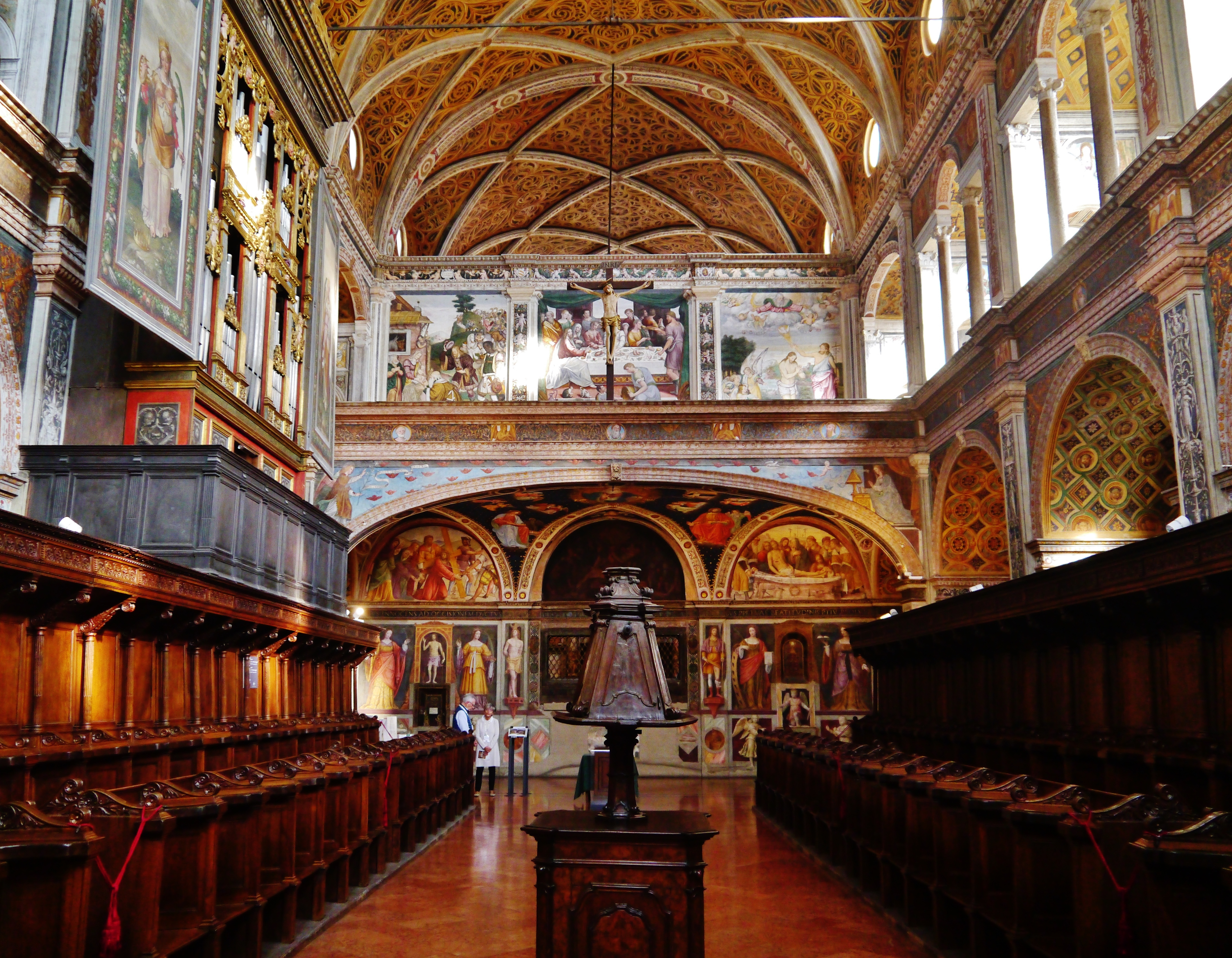
Il coro delle monache.

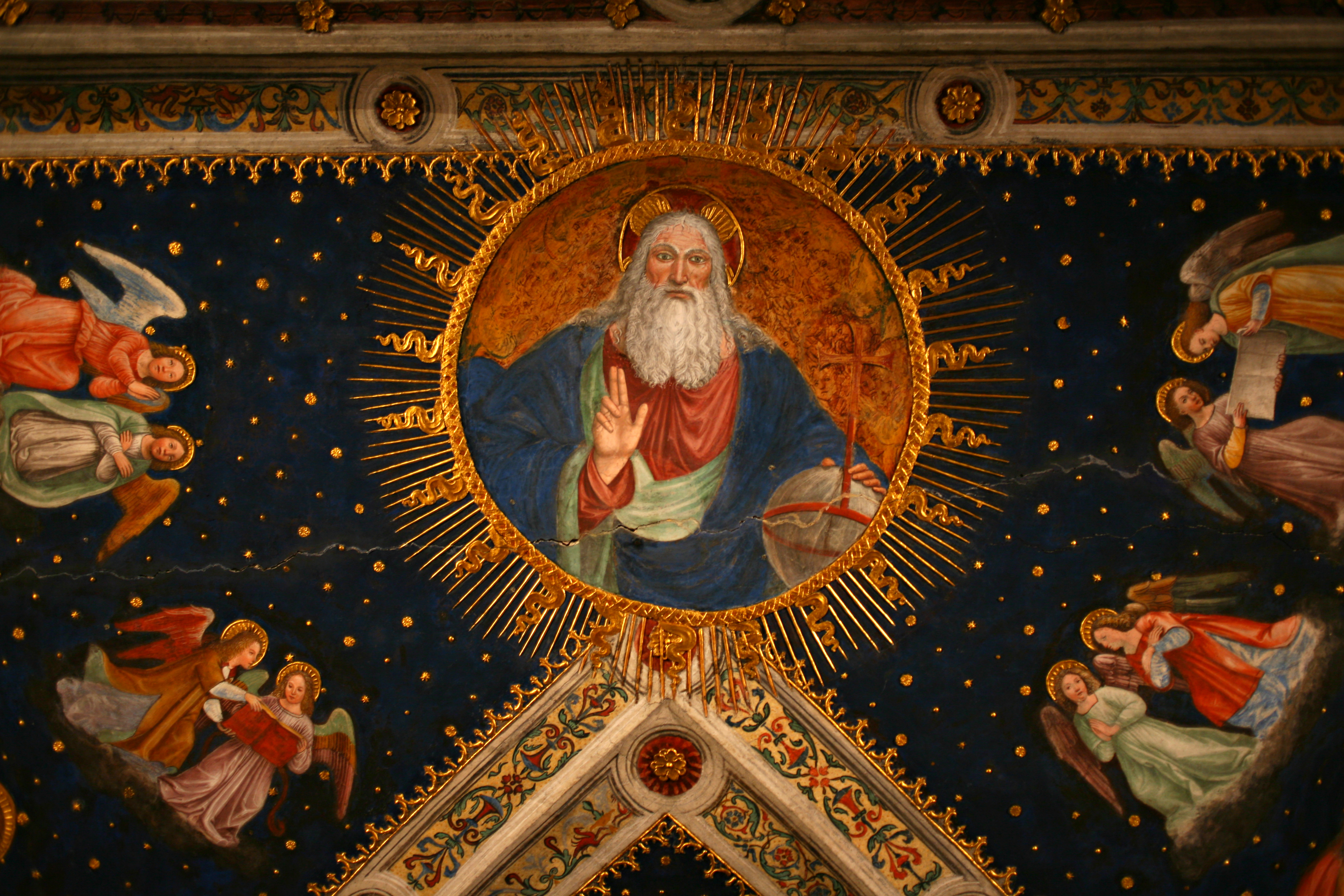
Il Padre Eterno benedicente e angeli

L'aula destinata alle monache di clausura fu la prima ad essere affrescata, a partire dal secondo decennio del Cinquecento. L'affresco più antico è probabilmente quello che riveste la volta dell'arco del pontile addossato alla parete divisoria della chiesa, sopra il quale si radunavano le monache coriste. La volta è decorata con un fondo blu notte, punteggiato da stelle dorate, sul quale sono raffigurati i quattro evangelisti, angeli musicanti, e al centro un medaglione con il Padre Eterno benedicente. L'opera, di gusto ancora tardo quattrocentesco, è attribuita alla bottega di Vincenzo Foppa, e si distingue per la dolcezza delle figure rappresentate, oltre che per la vivacità dei colori.
Sull'arcone è dipinta anche un'annunciazione, visibile dal coro delle monache, con Maria al leggio all'estrema destra e l'Arcangelo annunziante sulla sinistra, di ispirazione leonardesca, forse riferibile a Boltraffio.
Il loggiato superiore a serliane è decorato da tondi con immagini di Sante, opera di Giovanni Antonio Boltraffio oppure, più probabilmente, dall'anonimo pittore noto come "pseudo-Boltraffio". Le sante, rappresentate come se si affacciassero effettivamente dai tondi dipinti sulle pareti divisorie delle serliane del matroneo, presentano una forte intensità somatica; per questo si è ipotizzato possa trattarsi di ritratti delle facoltose monache del convento. Sempre alla prima fase decorativa appartengono anche le coppie di santi a figura intera, che affiancano i tondi nelle lunette delle cappelle.

#### Gli affreschi di Bernardino Luini e dei figli

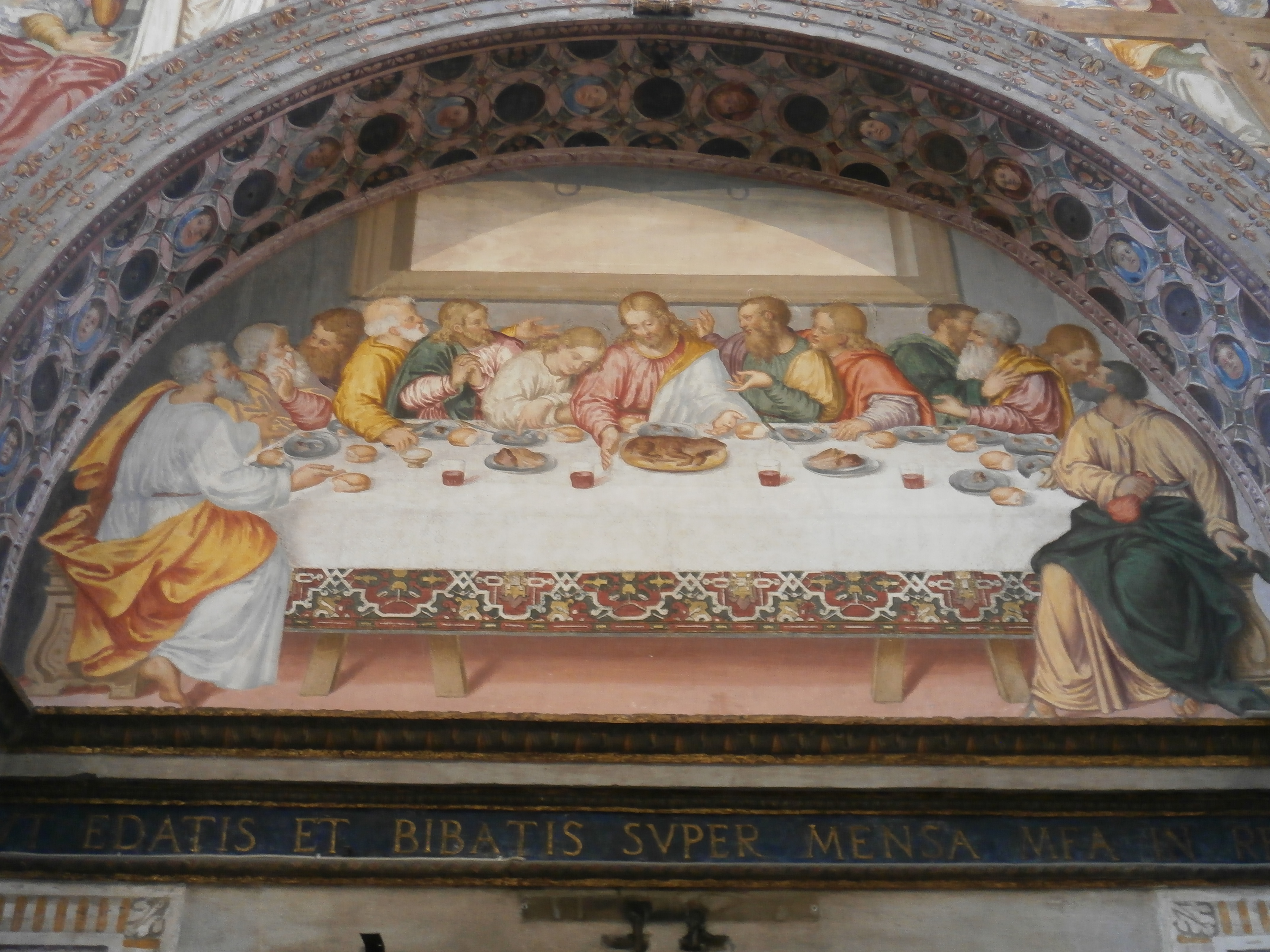
LUltima cena

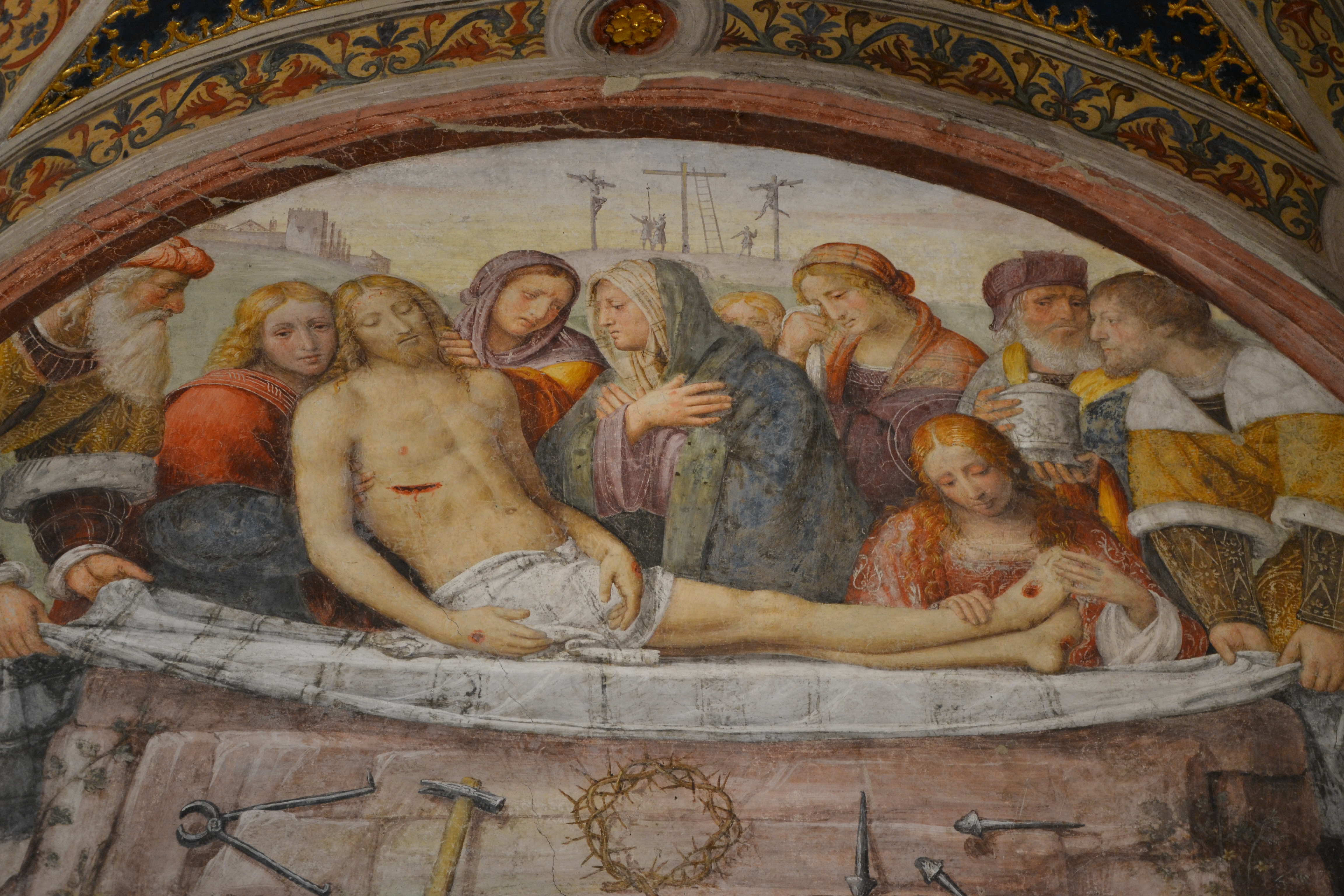
La Deposizione dalla Croce

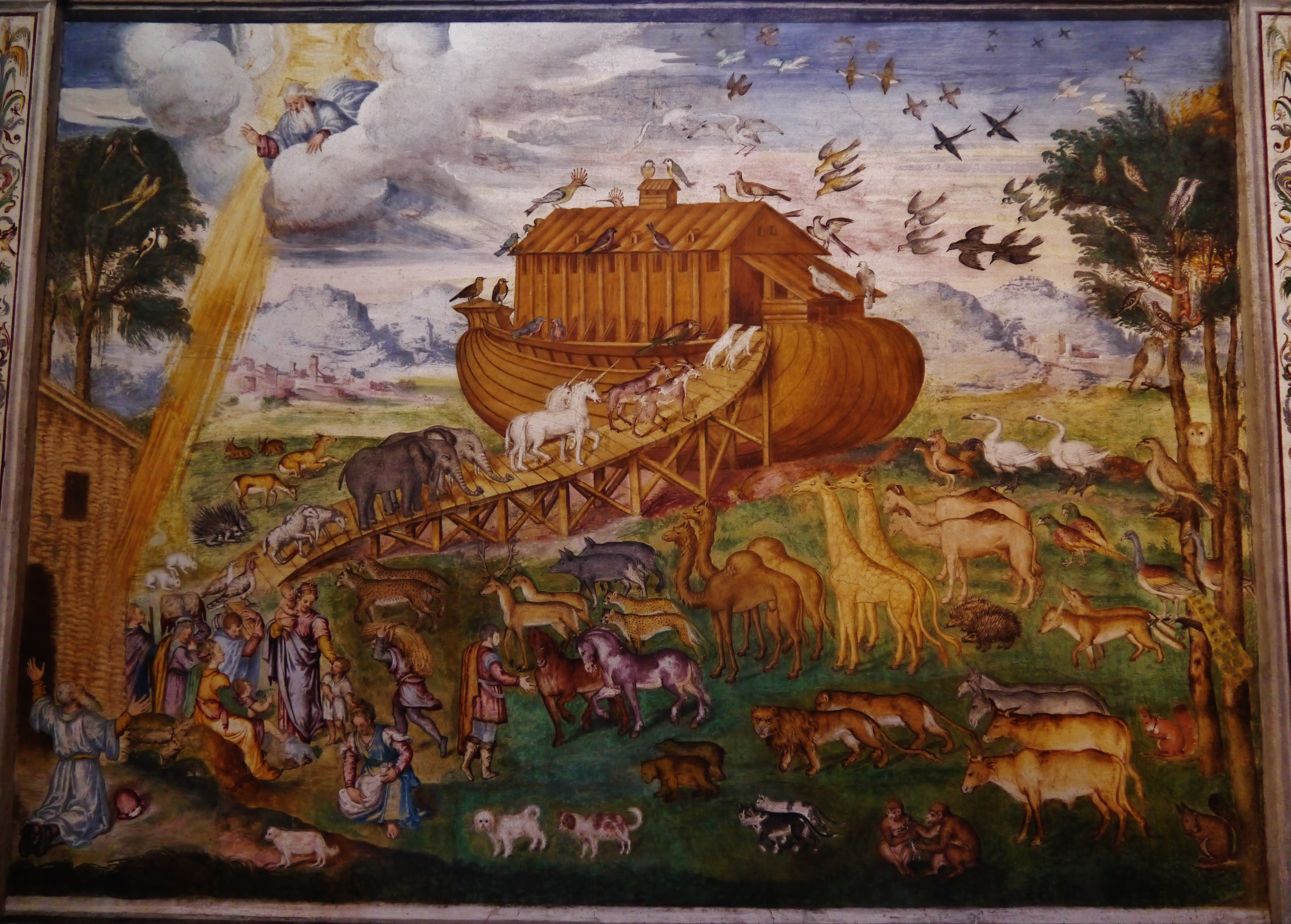
Le Storie dell'arca di Noè

La decorazione proseguì nel secondo decennio del Cinquecento, con l'intervento di Bernardino Luini commissionato dai Bentivoglio, che qui realizzò un vasto ciclo dedicato alla Passione di Cristo nella parte inferiore della parete del tramezzo. L'opera appartiene alla maturità dell'artista, e ne mostra tutti i caratteri distintivi: i colori caldi e vivaci, il disegno morbido e delicato, le figure delineate secondo un ideale di classica bellezza, rappresentati con espressioni e gesti pacati e composti. La rappresentazione si svolge da destra a sinistra, ed inizia con l'episodio dell'Orazione di Cristo nell'orto, in cui sono inclusi anche i discepoli addormentati, e Giuda che guida i soldati. Prosegue con l'Ecce Homo, dove Pilato abbigliato con sontuose vesti regali indica Cristo deriso dai soldati con espressioni grottesche. Seguono le lunette con l'Ascesa al Calvario e la Deposizione dalla croce. In quest'ultima scena, nel personaggio all'estrema destra, dalle preziose vesti ricamate in oro, è riconosciuto un membro dei Bentivoglio. Alla Sepoltura di Cristo, ridotta in basso nell'Ottocento per l'apertura della porta, assiste invece una monaca, probabilmente la badessa Alessandra. Il ciclo termina a sinistra con la Resurrezione, con il Cristo trionfante nella lunetta e in basso i soldati spaventati, ed il Noli me tangere. Nella parte centrale del tramezzo, ove sono la grata, e le due piccole aperture destinate al passaggio della comunione e all'adorazione del Santissimo Sacramento, Luini rappresenta delicate figure di Sante, vivaci Angioletti, e i Santi Rocco e Sebastiano. Alla seconda metà del Cinquecento appartengono gli ultimi affreschi, dell'aula, realizzati dai figli di Bernardino in stretta collaborazione: Giovan Pietro, Evangelista e Aurelio. Ai primi due sono attribuite le scene dipinte sulla parete di fondo con la Deposizione dalla croce, la Flagellazione, l'Ultima Cena e la Cattura, e le due scene dipinte sulla parete divisoria sopra l'arcone. Lo stile dei due pittori è tradizionale e pacato. Si distingue invece lo stile del figlio minore, Aurelio, di ispirazione fiamminga, che dipinge episodi con grande attenzione ai particolari e vocazione aneddotica, rendendo le scene particolarmente vivaci e movimentate, come si può vedere nelle Storie dell'arca di Noè e di Adamo ed Eva, dipinte nelle due cappelle di fondo, e nella scena con l'Adorazione dei Magi, a sinistra sopra l'arcone della parete divisoria.

#### Organo a canne

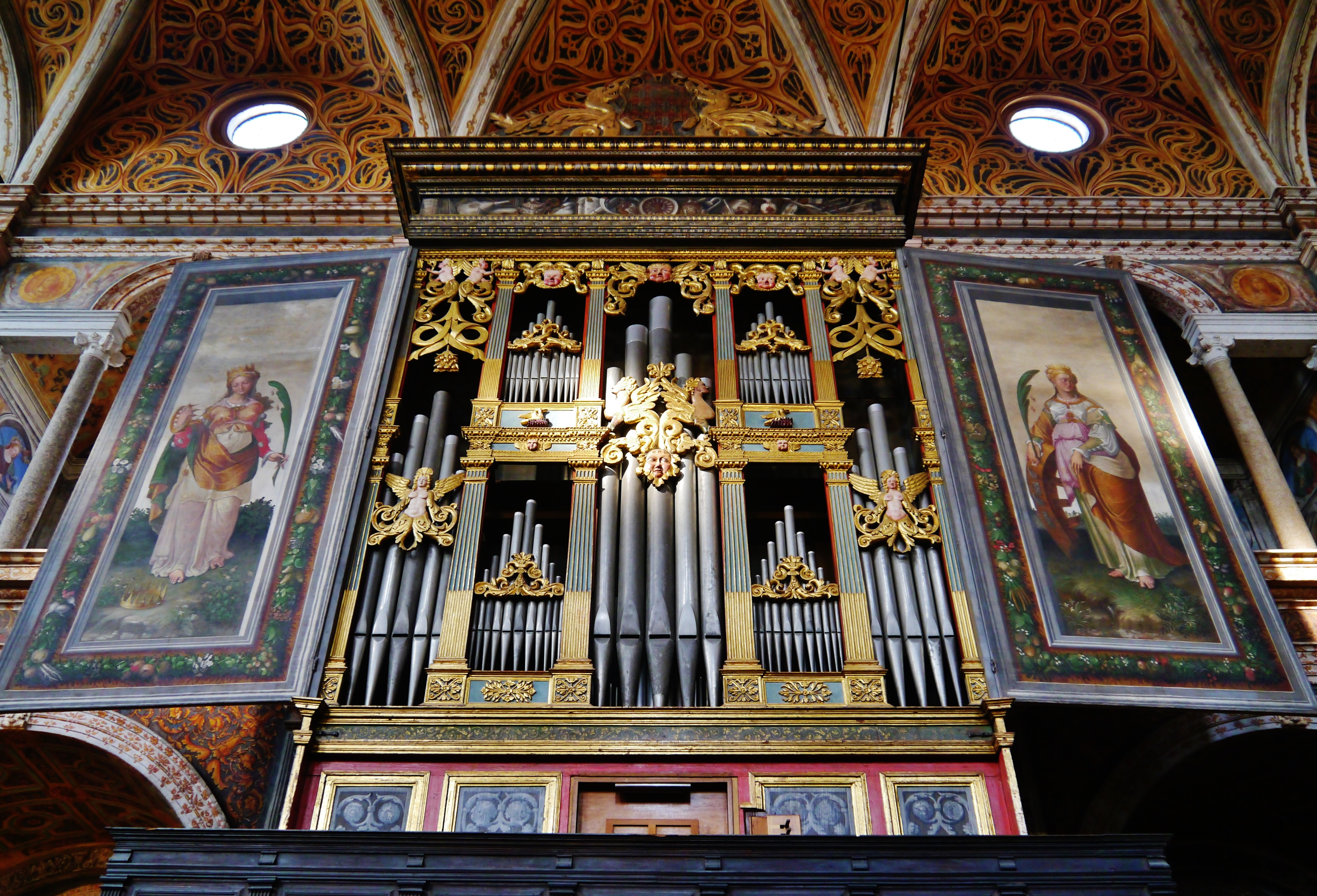
L'organo a canne di Giovan Giacomo Antegnati

Nell'aula delle monache si trova un organo a canne la cui cassa venne decorata da Francesco de' Medici da Seregno e da suo figlio Giacomo. Lo strumento fu realizzato nel 1554 da Giovan Giacomo Antegnati ed è interamente a trasmissione meccanica. Fu modificato nel XIX secolo per poi essere riportato ai caratteri originari nel restauro del 1982. È costituito da una tastiera di cinquanta note e da una pedaliera di venti, costantemente unita alla tastiera.